# Episodi di Squadra Speciale Stoccarda (undicesima stagione)
La undicesima stagione della serie televisiva Squadra speciale Stoccarda è stata trasmessa in prima visione assoluta sul canale tedesco ZDF dal 26 settembre 2019 al 9 marzo 2020.
| N° | Titolo originale            | Titolo in italiano | Prima TV Germania | Prima TV Italia |
| -- | --------------------------- | ------------------ | ----------------- | --------------- |
| 1  | Hopp & Ex                   |                    | 26 settembre 2019 |                 |
| 2  | Böser Wolf                  |                    | 10 ottobre 2019   |                 |
| 3  | Der letzte Tanz             |                    | 17 ottobre 2019   |                 |
| 4  | Ganz allein                 |                    | 24 ottobre 2019   |                 |
| 5  | Mord                        |                    | 31 ottobre 2019   |                 |
| 6  | Abi-Krieg                   |                    | 7 novembre 2019   |                 |
| 7  | Der Bienenstock             |                    | 14 novembre 2019  |                 |
| 8  | Kaffeefahrt                 |                    | 21 novembre 2019  |                 |
| 9  | Couchsurfing                |                    | 28 novembre 2019  |                 |
| 10 | Das Geld anderer Leute      |                    | 5 dicembre 2019   |                 |
| 11 | Skate or die                |                    | 12 dicembre 2019  |                 |
| 12 | Der Pechvogel               |                    | 19 dicembre 2019  |                 |
| 13 | Ein bisschen Zärtlichkeit   |                    | 2 gennaio 2020    |                 |
| 14 | Herz-Dame                   |                    | 16 gennaio 2020   |                 |
| 15 | Runde 12                    |                    | 23 gennaio 2020   |                 |
| 16 | Heilers Tod                 |                    | 30 gennaio 2020   |                 |
| 17 | Der Feind in eigenen Reihen |                    | 6 febbraio 2020   |                 |
| 18 | Kranke Liebe                |                    | 13 febbraio 2020  |                 |
| 19 | Hexentanz                   |                    | 20 febbraio 2020  |                 |
| 20 | Strike!                     |                    | 27 febbraio 2020  |                 |
| 21 | Hotel Futuro                |                    | 12 marzo 2020     |                 |
| 22 | Geisterjagd                 |                    | 19 marzo 2020     |                 |
| 23 | Der letzte Beat             |                    | 26 marzo 2020     |                 |
| 24 | Kindersegen                 |                    | 2 marzo 2020      |                 |
| 25 | Gift                        |                    | 9 marzo 2020      |                 |